# Cosmic Girl
No debe confundirse con la girlband china-surcoreana Cosmic Girls.
«Cosmic Girl» es el segundo tema del álbum Travelling without Moving de Jamiroquai y se caracteriza por un sonido alegre y con toques de jazz.

## Inspiración
Se estima que la actriz y modelo española Mónica Cruz, es la mujer que inspiró Cosmic Girl, la canción del álbum Travelling without Moving de Jamiroquai. Las especulaciones surgen por su participación en el video Cloud 9, la nueva canción de la banda inglesa perteneciente a su placa Automaton, en la que se hacen referencias a aquel otro video de 1996, ambos filmados en España.

## Videoclip
El videoclip de esta canción se caracteriza por comenzar en el amanecer en el Cabo de Gata, España, donde la banda espera a un Ferrari F355 negro pasar frente a ellos, que en sendos Lamborghini Diablo SE30 y Ferrari F40 lo siguen a máxima velocidad a través de las curvas que dibuja la ruta.
Un dato interesante es que existen 4 versiones diferentes del videoclip, cada una con ángulos diferentes de la misma acción.
El video tiene influencia de los juegos de video de autos y de las grabaciones del mundial de rally, como escenas donde se ve a Jay Kay conduciendo desde afuera o se ven autos pasar a velocidades muy altas. Se podría decir que las escenas recuerdan a estar viendo un rally o algo parecido, ya que las escenas desde el auto o desde afuera son muy parecidas-sino iguales-a las del mundial de rallies.
Este video es conocido por todos los fanáticos del automovilismo como el video de los autos y la versión que tiene más detalles es la que dura 4 minutos. En esta versión se puede ver por ejemplo, como Jay Kay pierde el control del Lamborghini, y cuánto tiempo le toma volver a poner el auto en la ruta, además de escenas donde se ven los autos frenando en curvas y detalles como la placa de dicho automóvil, la cual se ve muy rápido en las primeras tomas.

## Lista de canciones
UK CD1
1. «Cosmic Girl» (Radio Edit) - 3:45
2. «Slipin' 'N' Slidin'» – 3:36
3. «Didjital Vibrations» -  5:47
4. «Cosmic Girl» (Classic Radio Mix) – 4:02

UK CD2
1. «Cosmic Girl» (Álbum Versión) - 4:03
2. «Cosmic Girl» (Quasar Mix) - 7:41
3. «Cosmic Girl» (David Morales Classic Mix) - 9:22
4. «Cosmic Girl» (Cosmic Dub) – 6:47

Casete
1. «Cosmic Girl» (Radio Edit) - 03:45
2. «Slipin N' Slidin'» - 03:36

7" sencillo
1. «Cosmic Girl» (Radio Edit) - 03:45

## Posicionamiento en listas
| Listas (1997)                       | Mejor posición |
| ----------------------------------- | -------------- |
| Australian Singles Chart            | 33             |
| Belgian Singles Chart (Wallonia)    | 34             |
| Dutch Singles Chart                 | 78             |
| Finnish Singles Chart               | 10             |
| French Singles Chart                | 23             |
| German Singles Chart                | 55             |
| Irish Singles Chart                 | 12             |
| Italian Singles Chart               | 3              |
| New Zealand Singles Chart           | 29             |
| Swedish Singles Chart               | 45             |
| UK Singles Chart                    | 6              |
| U.S. Billboard Hot Dance Club Songs | 7              |